# El Cometa de Sozin, Parte 4: El Avatar Aang
El Cometa de Sozin, Parte 4: El Avatar Aang es el sexagésimo primer episodio de la serie Avatar: la leyenda de Aang, el vigésimo primero del Libro 3: Fuego, y es el capítulo final de la serie. Aang derrota a Ozai quitándole su Fuego Control mediante Energía Control. Sokka, Toph y Suki destruyen todos las aeronaves mientras Zuko y Katara encadenan a Azula. Zuko se convierte en Señor de Fuego y se reconcilia con Mai. A su vez, Katara y Aang se besan terminando la historia.

## Argumento
De vuelta en la batalla final, Ozai sigue fustigando sin parar la coraza de piedra de Aang con sus ataques de fuego, gritándole que no puede esconderse siempre. Al mismo tiempo, Sokka y Toph están sobre una de las naves que todavía prosiguen el ataque al Reino de la Tierra; Sokka le pide a Toph que use su Metal-control para doblar la aleta de la nave y hacer que se desvíe, derribando a las otras, Toph lo hace y el plan tiene éxito. Sokka le comenta lo genial que es que haya inventado el Metal-control, a lo que Toph responde que puede decírselo cuando quiera.
Entonces, un soldado asoma por una escotilla y los ataca con Fuego-Control, haciendo que ambos tengan que saltar por el lateral de la nave. Sokka clava su espada en la superficie metálica para frenar la caída de ambos, pero el resultado es que caen sobre la cubierta inferior de la nave, y Toph queda colgando en el vacío agarrada a la mano de Sokka, quien no puede izarla porque se ha roto una pierna. De repente, dos soldados aparecen a ambos lados y Sokka se ve obligado a sacrificar su espada y su búmeran para derrotarlos, pero aparecen siete Maestros fuego más. Sokka siente que la mano de Toph comienza a escurrirse de la suya y grita que es el fin, pero entonces otra nave embiste en la que están, haciendo huir a los maestros fuego y permitiendo a Sokka y Toph saltar encima para salvarse. Al hacerlo descubren que la nave está dirigida por Suki, quien ha vuelto para ayudarles.
Ozai logra finalmente romper la coraza de Aang con un potente chorro de fuego, que apenas puede frenar con Aire-control. La potencia del ataque hace que Aang choque contra uno de los pilares rocosos, donde una parte puntiaguda golpea el mismo punto donde Azula le disparó un rayo previamente en el final del Libro Tierra, provocando que Aang recupere su conexión con sus vidas pasadas y reactivar el Estado Avatar. Justo cuando Ozai se acerca a las rocas donde Aang quedó sepultado, súbitamente este emerge con el Estado Avatar activado y rápidamente Ozai trata de atacarlo sorpresivamente con un ataque de Fuego Control, sin embargo Aang en Estado Avatar consigue desviar el ataque y luego lo contraataca con un ataque de Aire Control y lo empuja hacia atrás hasta que este se estrelle violentamente contra una pared de rocas y se envuelve en una esfera hecha con aire, fuego, tierra y agua, dispuesto a continuar el combate.
En Ba Sing Se, vemos como el Rey Bumi derrota fácilmente a unos tanques y acto seguido, usa Tierra-control para colocarlos uno encima de otro, formando una torre; frente al palacio del Rey de la Tierra, Iroh contempla con desprecio el estandarte de la Nación del Fuego y lo quema, simbolizando la reconquista de la ciudad. Mientras, Ozai huye de Aang, que le lanza poderosos ataques.
En el palacio de la Nación del Fuego, Katara intenta llegar hasta Zuko para curarle, pero Azula, completamente enloquecida, la ataca sin cesar, y aunque Katara intenta usar su Agua-control, no tiene nada que hacer contra el fortalecido Fuego Control de Azula. Tras esquivar un potente chorro de fuego, Katara descubre un canal que corre bajo una rejilla del suelo, y se le ocurre una idea para vencer a la hermana de Zuko. La maestra agua coge una cadena y atrae a Azula a la reja, y cuando esta se dispone a darle el golpe de gracia, Katara hace que el agua de río se eleve, envolviéndolas a ambas en una burbuja de agua (congelando el exterior y dejando líquido el interior); aprovechando que ahora Azula está impotente, Katara le ata las manos con la cadena para neutralizar su Fuego Control y rompe rápidamente la burbuja antes de que ambas se ahoguen. Katara termina de encadenar a Azula y la deja atada en la rejilla del suelo.
Con Azula derrotada, Katara corre hacia Zuko y cura sus heridas con Agua Control, Zuko despierta y le da las gracias a la chica, aunque esta responde que es ella quien debería dárselas a él. Azula, furiosa, sucumbe finalmente a su locura, se pone a lanzar chorros de fuego azul por la boca y luego cae al suelo y echa a llorar de desesperación. Zuko y Katara la observan con tristeza.
Entretanto, Ozai intenta defenderse contra los ataques de Aang pero no sirve de nada, el avatar frustra fácilmente todos ellos empleando conjuntamente los cuatro elementos. Finalmente, Aang atrapa al Señor del Fuego con un tentáculo de agua, lo arroja hacia un pico rocoso, lo inmoviliza con Tierra-Control y dice: "¡Señor del Fuego Ozai! ¡Tú y tus antepasados han destruido el equilibrio de este mundo! ¡Ahora deberás pagar con tu vida!", momentos después Aang lanza un ataque combinado con los 4 elementos y se prepara para darle el golpe de gracia a Ozai, pero en el último segundo Aang sale del Estado Avatar y deshace el ataque y libera a Ozai de su prisión de rocas; entonces Aang le menciona a Ozai que no terminara la guerra matándolo así nada más, tal y como le habían dicho sus vidas pasadas, pero Ozai le responde que aun teniendo todo el poder del mundo sigue siendo débil y trata de atacar a Aang a traición y por la espalda, sin embargo este con rápidos movimientos de Tierra-Control, amarra las manos con las rocas y usa con él la habilidad de Energía-control, el conocimiento que le había transferido la tortuga-león, que permite al Avatar dominar la Energía espiritual de los maestros. Súbitamente, Aang y Ozai brillan con energías azul y roja, pero aunque la energía de Ozai casi logra corromper a Aang, este se sobrepone y su energía consume a la del Señor del Fuego; un resplandor brillante los rodea a ambos y una columna de luz se proyecta hacia el cielo. 
Tras esto, Ozai cae derrotado en el suelo mientras que Aang se alza victorioso, pero justo cuando Ozai intenta tomar represalias con su Fuego Control contra el Avatar, pronto se da cuenta de que no puede realizarlo y le exige saber a Aang qué fue lo que le hizo y Aang le responde que le quitó sus poderes de Fuego Control y que no los volverá a usar para amenazar o lastimar a nadie nunca más. Con el combate finalizado, Aang usa el Agua Control (con un poco de ayuda del Estado Avatar) hace crecer los ríos y el océano para apagar las llamas del bosque que había quemado Ozai y sus tropas previamente. Momentos después, llegan Sokka, Toph y Suki, que le pregunta a Aang si ya había terminado el trabajo a lo que Ozai le responde molesto que aún sigue con vida. Aang les dice que le quitó sus poderes, para asombro de los demás. Sokka se burla de Ozai y se ve a los lejos al cometa de Sozin alejándose.
En la siguiente escena aparece Zuko vistiéndose cuando de repente llega Mai, liberada de la prisión por su tío, y se reconcilia con Zuko pero le advierte que no vuelva a terminar con ella. Luego se ve una reunión de todas las naciones y los liberados de prisión esperando la coronación de Zuko como nuevo Señor del Fuego. Sokka y Katara se reencuentran con su padre quien los felicita por lo que lograron. Aparecen las guerreras Kyoshi con Ty Lee como nueva miembro, ya que se habían hecho buenas amigas en prisión. Entonces, Zuko y Aang hablan en el palacio de lo mucho que había cambiado su vida (Zuko menciona que hace sólo un año atrás su objetivo en la vida era atrapar al Avatar mientras que Aang dice que hace un año él estaba atrapado en un iceberg) al igual que el mundo, a lo que Zuko le responde que seguirá cambiando ya que lo reconstruirán juntos y se abrazan reconociéndose como amigos. Zuko se asoma al balcón y todos le aplauden. Él dice que no el héroe no es él, sino el Avatar. Zuko da un discurso proclamando el final de la guerra, reconociendo que la etapa que se inicia no será sencilla porque cien años de guerra han dejado al mundo herido y convulsionado, pero que con el esfuerzo y la ayuda de todos, junto con el Avatar, es posible superar los viejos rencores e iniciar una nueva era de paz y amor. Finalmente un Sabio del Fuego lo corona como el nuevo Señor del Fuego, siendo tanto él como Aang aclamados por la multitud reunida. 
Luego vemos a Zuko caminando hacia la prisión a visitar a su padre encerrado en ella. Ozai se encuentra en la misma celda en la que estuvo prisionero Iroh y comenta sarcásticamente que se siente "afortunado porque el nuevo Señor del Fuego vino a visitarlo en su solitaria celda". Zuko le responde que debería sentirse afortunado de que el Avatar le haya perdonado la vida (lo cual Ozai responde con un gesto de desdén). Continúa diciéndole que desterrarlo fue la mejor decisión que tomó con él en toda su vida porque lo puso en el camino correcto y que tal vez el tiempo que permanezca en prisión lo ponga a él en la misma dirección. Cuando Ozai le pregunta para qué vino, Zuko le dice que él todavía tiene algo que responderle y esto es en dónde está su madre. 
Inmediatamente, la escena salta a Ba Sing Se, ya en paz, donde todos los integrantes del Equipo Avatar (mas Mai) se reúnen en la tienda de té de Iroh. Zuko prepara y sirve té a todos mientras Iroh toca su Cuerno Tsungi. Sokka trata de retratar el momento para recordar los buenos tiempos, a lo que todos lo critican ya que el dibujo no se parece a ninguno de ellos (Toph, a modo de broma, dice que para ella todos se ven bien). En eso Aang sale al balcón con Katara y se abrazan y besan mirando el atardecer, siendo esta la última escena de la serie.
- Datos: Q5821518